# Nezumia duodecim
Nezumia duodecim är en fiskart som beskrevs av Iwamoto, 1970. Nezumia duodecim ingår i släktet Nezumia och familjen skolästfiskar. Inga underarter finns listade i Catalogue of Life.